# GE 15T
A GE 15T é uma locomotiva diesel - elétrica produzida pela GE, sendo utilizada como manobreira, principalmente em pequenos pátios.

## Proprietários Originais
- As duas locomotivas da Estrada de Ferro Leopoldina eram GE 15T,[1] conhecidas como "Dondocas", não tendo sua origem confirmação oficial, tendo sido numeradas #900501 e #900502 sendo provavelmente entregues a EFL[2] para quitação de alguma divida, por alguma indústria da região de Campos dos Goitacazes-RJ. Ambas foram devolvidas a RFFSA pela Ferrovia Centro Atlântica em 1998.
- Uma das locomotivas GE 15T, devolvidas pela FCA à RFFSA, a número 502, está sendo restaurada pela ABPF, ABPF - Regional Sul de Minas nas oficinas de Cruzeiro.[3]
- A locomotiva 501 foi sucateada pelo comprador no leilão da RFFSA.

## Galeria

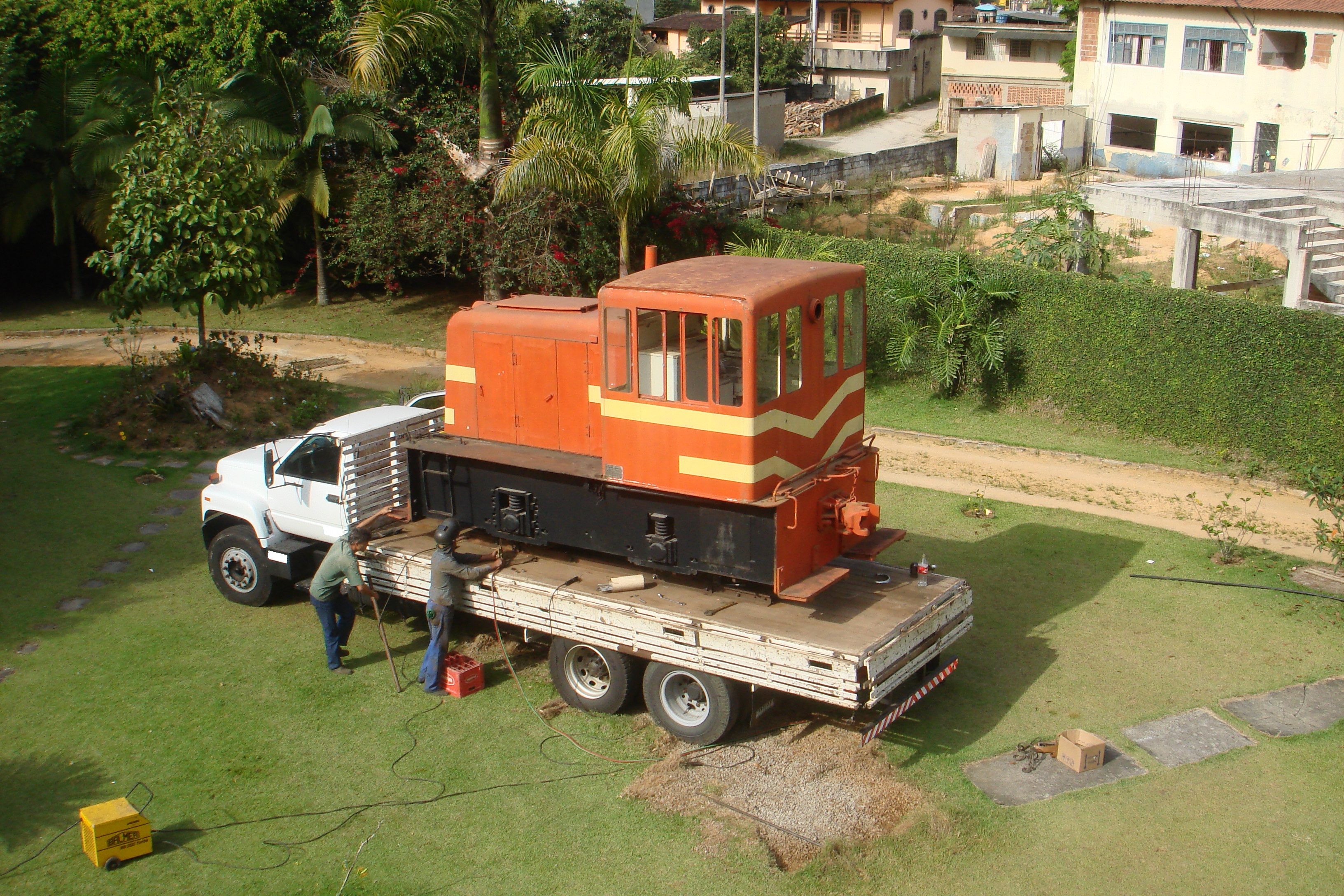
GE 15T ABPF #502.